# 卡緬區

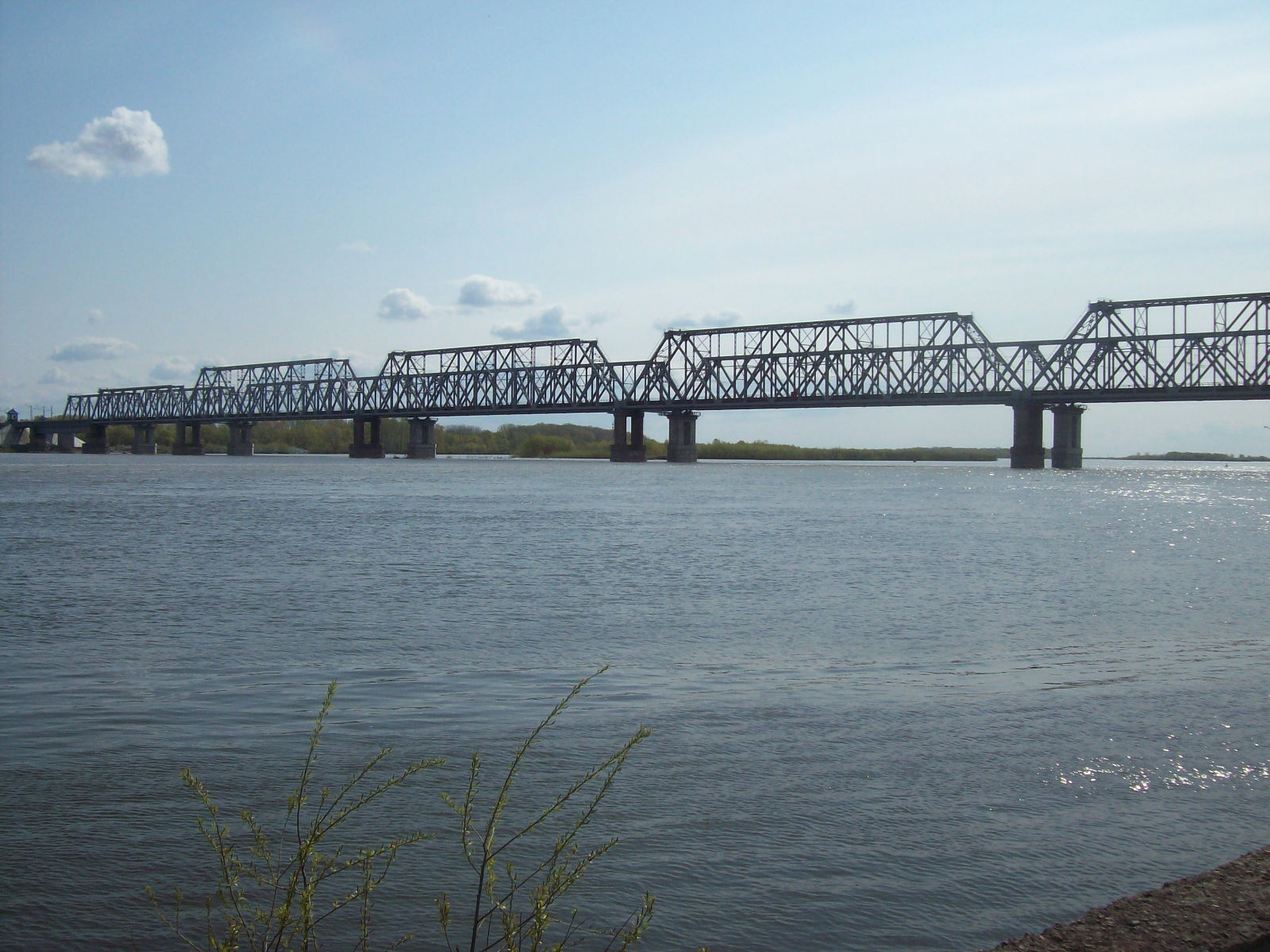

53°48′N 81°21′E / 53.800°N 81.350°E
卡緬區（俄语：Каменский район），是俄羅斯的一個區，位於該國南部，由阿爾泰邊疆區負責管轄，面積3,666平方公里，2010年該地區人口12,025，人口密度每平方公里3.28人。